# Jelle Snippe
Jelle Snippe (Enschede, 19 september 1998) is een Nederlands judoka. Hij komt uit in de gewichtsklasse +100 kg. In 2024 staat hij voor het eerst op de Olympische Spelen.
Snippe begon met judo toen hij zes jaar was en zijn zus had zien judoën. Hij judode bij Judosport Oost in Enschede. Over zijn eerste stappen op de mat zegt hij: "Hier op de club als klein jongetje blonk ik helemaal niet uit. Ik was geen talent. Ik moet het hebben van mijn doorzettingsvermogen en harde werken."
Als hij 17 jaar oud is (2016), verhuist hij naar Arnhem, om op sportcentrum Papendal te gaan wonen en zich volledig op judo te kunnen concentreren.
Kwam hij eerst uit in de categorie onder 100 kilo, gaat hij nu de strijd aan in de categorie boven de 100 kilo. In deze categorie is hij met 115 kilo behoorlijk licht met tegenstanders tot wel 175 kilo zwaar. "Echt loeisterk, maar conditioneel zakt zo iemand sneller in. Dat merk je na een minuut of drie. Daarom is het voor mij in die eerste minuten, als hij wel fris is, niet handig om risico te nemen. Dan moet ik het eerst even uitzitten, daarna komen de kansen," zegt Snippe daarover.
Snippe werd in 2021 Nederlands kampioen in de klasse boven 100 kilo. Hij behaalde in 2021 en 2022 goud bij de Europese open kampioenschappen. In 2023 haalde hij goud bij de grand slam in Antalya. In 2024 brons bij de grand slam in Bakoe.
Bij de Olympische Spelen in 2024 werd Snippe in de eerste ronde uitgeschakeld door de regerend olympisch kampioen Lukas Krpalek uit Tsjechie. Eind april 2025 werd Snippe in de tweede ronde van het Europees kampioenschap uitgeschakeld. Het WK 2025 moest hij aan zich voorbij laten gaan vanwege een buikspierblessure.

## Naast het judoën
Snippe heeft een opleiding marketing en communicatie gedaan aan het Johan Cruyff College. Hij werkte een aantal uren bij Team Athletes Services naast zijn trainings- en wedstrijdschema. Inmiddels richt hij zich helemaal op zijn judocarrière.